# Bwindi Impenetrable National Park
Der Bwindi-Regenwald ist ein Nationalpark im Südwesten Ugandas. Er erstreckt sich über die Flanken des Albert Rifts, des nördlichsten Teils des Ostafrikanischen Grabenbruchs. Der tropische Regenwald des Bwindi weist sehr alte Baumbestände auf. Der Park liegt zwischen 1160 m und 2607 m ü. M. 
Der Park wurde 1994 in das UNESCO-Weltnaturerbe aufgenommen.

## Geschichte
In dem Gebiet des heutigen Nationalparks wurden bereits im Jahr 1932 ökologische Schutzzonen eingerichtet. Die britische Kolonialregierung wies zwei Waldreservate auf einer Fläche von 20.700 Hektar im nördlichen sowie südlichen Teil des heutigen Gebietes aus.
Im Jahr 1942 wurden diese Gebiete zusammengelegt und auf eine Fläche von 298 Quadratkilometer erweitert. Seine derzeitige Ausdehnung erreichte das Gebiet durch die Hinzunahme zweier weiterer Waldgebiete. Das Gebiet hieß damals Impenetrable Central Forest Reserve und erhielt 1991 den Status eines Nationalparks.

## Fauna
Im Nationalpark lebt mit rund 400 Tieren (Monitoring von 2012) geschätzt die Hälfte der Berggorillas in Uganda. Populationen der bedrohten Art leben auch im Mgahinga-Gorilla-Nationalpark im Gebiet der Virunga-Vulkane. Weitere Populationen leben in unmittelbarer Nachbarschaft des Parks in Ruanda und in der Demokratischen Republik Kongo.
Insgesamt wurden in Bwindi ungefähr 90 Säugetier-Arten nachgewiesen, darunter zehn Affenarten wie Westafrikanische Guerezas, Schimpansen, sowie Elefanten und verschiedene Klein-Antilopen. Von den hier lebenden Vogelarten sind 23 endemisch.
Der Westafrikanische Guereza erreicht im Nationalpark die Höhengrenze der Verbreitung seiner Art, die bei 2500 m liegt.